# Абжуа
Абжуа (абх. Абжьуаа, дословно «срединная земля»), в грузинской традиции также известная как Шуа-Куэкана (груз. შუა ქუეყანა, «Средняя страна») или Шуа-Сопели (груз. შუა სოფელი, «Среднее селение») — историко-географическая область в Западной Грузии, расположенная между исторической Абхазией и Мегрелией, на территории современных Очамчирского и южной части Гульрипшского районов. Регион традиционного проживания абжуйских абхазов, он является одной из семи исторических областей Абхазии, что символически отражено в виде семи звёзд на флаге Республики Абхазия.

## История

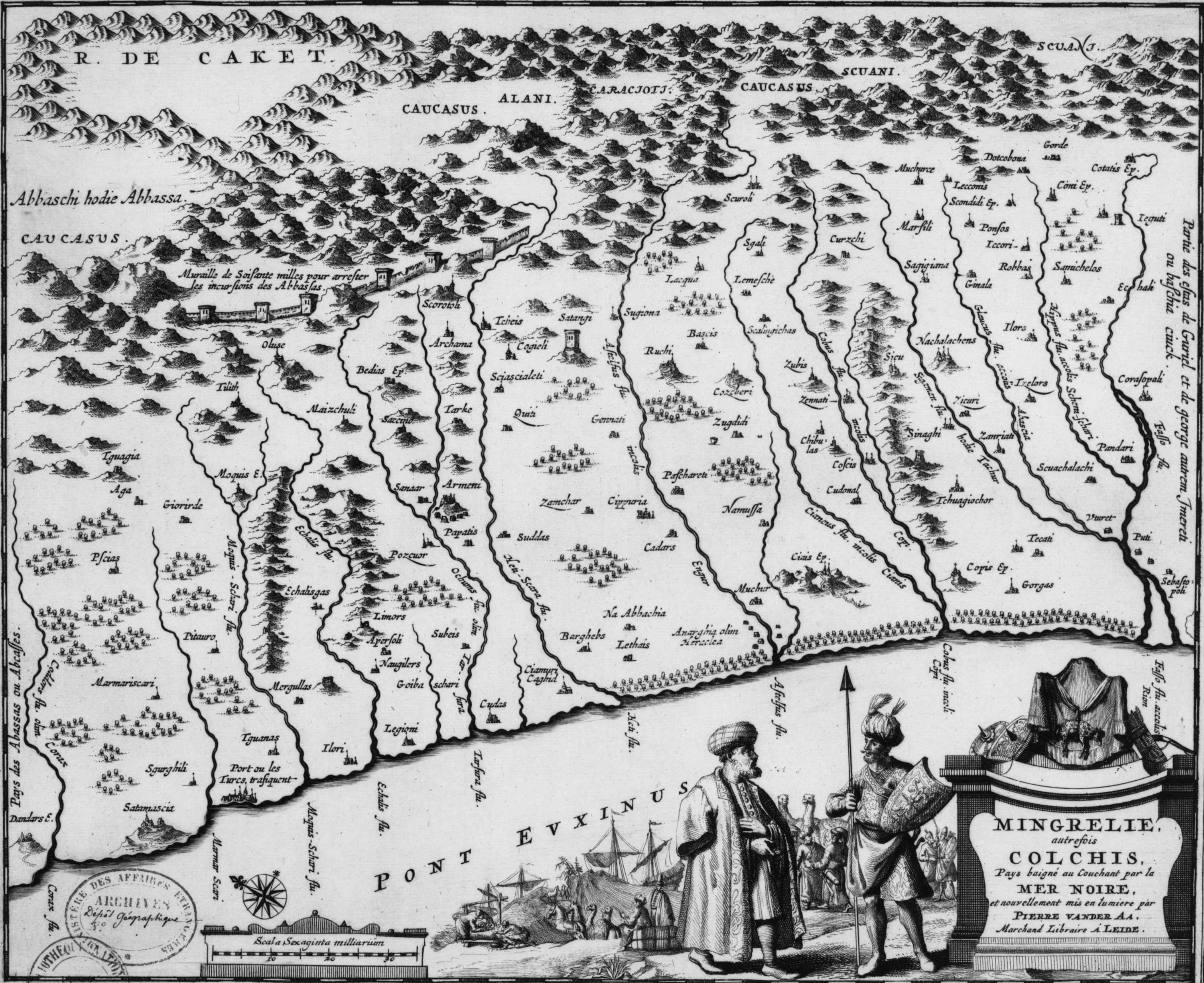
Гравированная историко-географическая карта и описание региона Мегрелии (историческая Колхида), изданные в Лейдене нидерландским картографом и издателем Питером ван дер Аа в 1714 году.

Наименование «Шуа-Куэкана» впервые зафиксировано в сочинении грузинского историка Джуаншера, датируемом VIII веком, в форме: «груз. ეგრის წყალსა და კლისურასა შუა ქუეყანა», то есть «земли между Эгрис-цкали и Клисурой». Южной границей региона считалась река «Эгрис-цкали» — Галидзга, название которой в мегрельском языке трактуется как «пограничная река» (от слов «гали» — река и «дзга» — край). С севера область ограничивалась Кодорским хребтом, с запада — побережьем Чёрного моря, а с северо-запада — линией Келасурской стены.

Территория Княжества Мегрелия, завоёванная Княжеством Абхазия в период с XVI по XVIII века.

Территория в древности входила в состав Колхиды а затем Апсилии и Лазики. Уже в VII веке о регионе упоминал Феодосий Гангрский, писавший о резиденции правителя Лазики — Джихахора, которая находилась недалеко от села Мокви. С формированием княжества Абазгии, а затем и Абхазского царства, Шуа-Куэкана приобрела статус пограничной области между мегрельскими и абхазскими землями. На итальянских морских картах XV века (например, Бенинказа, 1480; Фердучи, 1497) в устье реки Келасури обозначен порт «Porto di Megrelia».
Как административно-территориальная единица, Абжуа в месте Самурзакан впервые оформляется в составе Абхазского княжества в первой половине XVIII века, в результате завоевания северо-западных территорий Княжества Мегрелия. Слияние коренного населения с пришлым элементом стало основой формирования особой абхазской этнографической группы — абжуйцев. Первым правителем Абжуа стал Джикешиа, сын абхазского князя Квапу Шервашидзе, получивший в наследство центральную часть княжества. Согласно одной из версии, именно с этим и следует напрямую связывать этимологию названия «Абжуа», которое трактуется как «срединная земля». Владельцы Абжуа и Самурзакано находились в номинальной зависимости от владетеля Абхазии.
В период вхождения Абхазии в состав Российской империи Абжуа упоминается как «Абжуйский округ» (до 1866 года), затем — «Кодорский участок» (1868—1883), позднее — «Кодорский уезд» (1919—1930).

## Исторический центр
Историческими центрами Абжуа являлись сёла Мокви и Кутол, а также Члоу.